# Hypochrysops kerri
Hypochrysops kerri är en fjärilsart som beskrevs av Riley 1932. Hypochrysops kerri ingår i släktet Hypochrysops och familjen juvelvingar. Inga underarter finns listade i Catalogue of Life.